# Odontestra atuntseana
Odontestra atuntseana là một loài bướm đêm trong họ Noctuidae.